# خط التاريخ الدولي

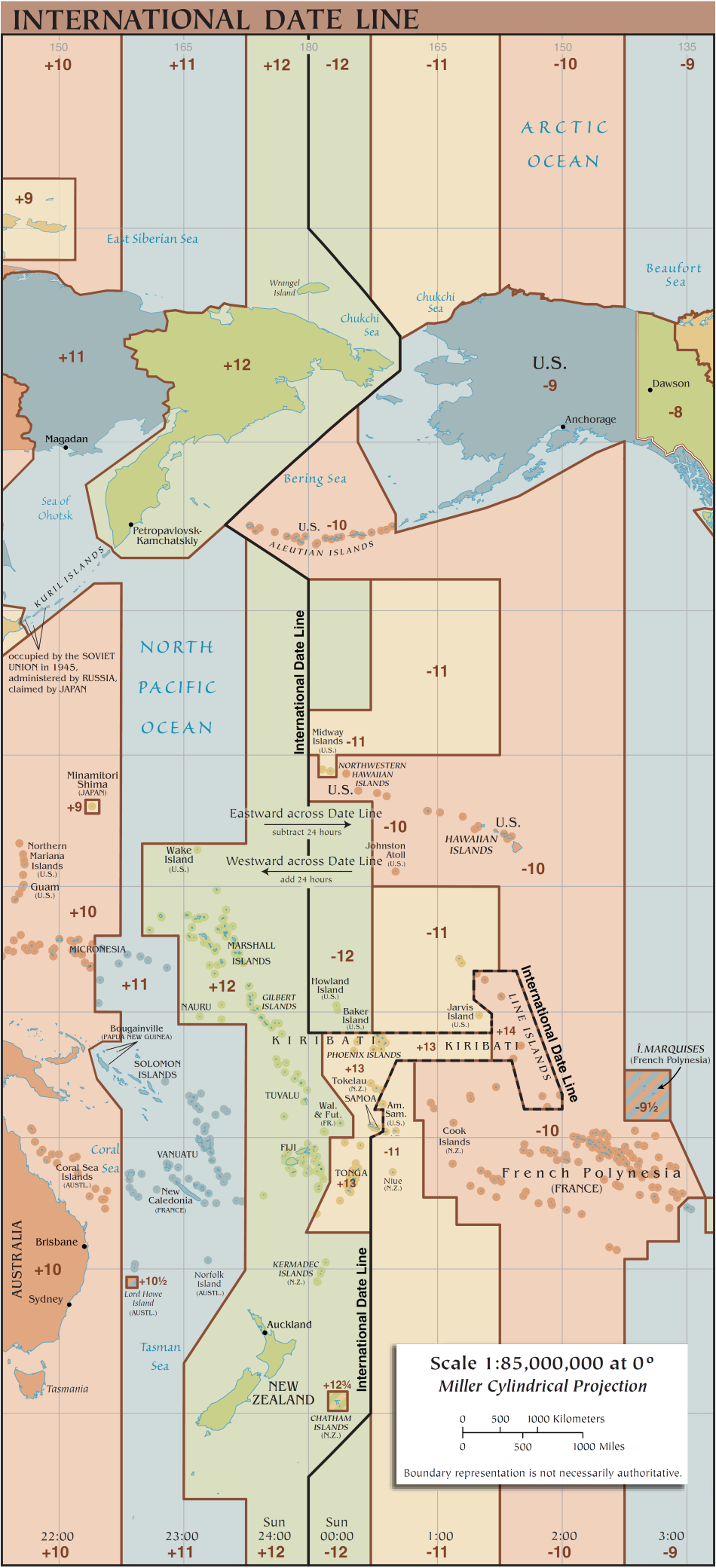
يقدر خط التاريخ الدولي بحوالى 180 °.

خط التاريخ الدولي (بالإنجليزية: International Date Line) هو خط وهمي على سطح الكرة الأرضية، منه يبدأ اليوم، وإليه ينتهي، ويمر على خط طول 180° عن مدينة غرينتش البريطانية، مع تعرج ناحية اليمين، أو اليسار؛ لتفادي الجُزر المأهولة بالسكان بقدر الإمكان، ويقسم خط التاريخ الدولي تقريبًا المحيط الهادي إلى قسمين: شرقي وغربي، ويلزم من كل مسافر عابرٍ لهذا الخط شرقًا أو غربًا تعديل التاريخ واليوم بمقدار يوم كامل، أي 24 ساعة اى إذا كنت متجه من الشرق إلى الغرب عابرا الخط عليك تقديم الوقت 24 ساعه اى يوم كامل والعكس.
يقع خط التاريخ الدولي على الجانب الآخر من الأرض حتى خط الطول الرئيسي، ويساعد خط الطول الرئيسي على تحديد التوقيت العالمي وهو خط الطول الذي تُحسب بموجبه جميع المناطق الزمنية الأخرى. وتتقدم المناطق الزمنية الشرقية عن خط الطول الرئيسي بحسب التوقيت العالمي المتفق عليه (إلى +14 بحسب التوقيت العالمي المنسق)، وتتأخر المناطق الزمنية الغربية عن خط الطول الرئيسي بحسب التوقيت العالمي المتفق عليه (إلى -12 بحسب التوقيت العالمي المنسق المتفق عليه).
يفصل خط التاريخ الدولي ونقطة التحرك من منتصف الليل التقويمين اليوميين، التي تحدث حاليًا في مكان ما على سطح الأرض. خلال فترة تستغرق ساعتين أي من 10:00، حتى 11:59 (UTC) يوميًا، تظهر ثلاثة من التقويمات اليومية المختلفة قيد الاستخدام. ويعزى سبب ذلك إلى التقويم الصيفي في منطقة (+12) بحسب التوقيت العالمي المنسق المتفق عليه، واستخدام مناطق زمنية إضافية؛ للتحول التاريخي في المناطق الشرقية من خط الطول °180. وتصل المدة في المناطق الزمنية الإضافية في معيار الوقت والتاريخ في بعض المجتمعات إلى 24 أو 25 ساعة مختلفة قي معيار الوقت والتاريخ في مناطق آخرى.
ويتحتم على المسافر، الذي يعبر خط التاريخ الدولي شرقًا أن ينقص يومًا واحدًا، (أو 24 ساعة)، لذلك يُكرر تاريخ التقويم غرب الخط بعد منتصف الليل لليوم الثاني. ويتحتم على المسافر الذي يعبر خط التاريخ الدولي غربًا أن يضيف 24 ساعة؛ فيزداد التقويم اليومي بمقدار يوم واحد. ومن الضروري أن يكون لخط التاريخ الدولي حدود ثابتة - وإن كان تعسفيًا - على سطح الكرة الأرضية؛ حيث يتقدم تاريخ التقويم غربًا. فلو سافر الإنسان يوم الجمعة وعبر خط التاريخ الدولي متجهًا من الغرب إلى الشرق؛ لتحتم عليه تأخير وقته يومًا كاملًا؛ ليصبح الخميس والعكس صحيح. وسمِّي خط التاريخ الدولي بهذا الاسم؛ لاعتباره الحد الفاصل بين الأيام.

## الجغرافيا

إيضاح مبسط للعلاقة بين خط التاريخ والتاريخ، والوقت من اليوم. ويمثل كل لون تاريخًا مختلفًا.

في أجزاء من طوله يلي خط التاريخ الدولي خط الطول الرئيسي، الذي يقدر بحوالى 180 درجة من خط طول أي تقريبًا أسفل منتصف المحيط الهادئ. ويحيد نحو الشرق الأقصى من روسيا ويدور حول عدة مجموعات من الجُزر في المحيط الهادئ؛ لتجنب عبور الأمم داخليًا. وتستوعب تلك الانحرافات المختلفة (شرقًا أو غربًا) بشكل عام الانتماءات السياسية، (و/أو) الاقتصادية للمناطق المتضررة.
أولًا من الشمال، يحيد خط التاريخ الدولي نحو الشرق حوالى 180 درجة؛ لتمر إلى الشرق من جزيرة ورنجل الروسية وشبه جزيرة شوكشي، ويعد ذلك الجزء الشرقي من سيبيريا الروسية. فإنه يمر عبر مضيق بيرينغ بين جزر ديوميد على بعد 1.5 كم (1 ميل) من كل جزيرة. فإنه يتجه نحو الجنوب الغربي إلى حد كبير، ويمر بغرب جزيرة سانت لورانس وجزيرة سانت ماثيو، ومن ثم يمر بمنتصف المسافة بين جُزر ألوشيان في ألاسكا وجُزر الكوماندور (القائد) الروسية قبل أن يعود إلى الجنوب الشرقي نحو 180 درجة. وهكذا تقع كل سيبيريا في غرب خط التاريخ الدولي، بينما ألاسكا في شرقه.
وتقع جزيرة هاولاندن وجزيرة بيكر - اثنتين من الجزر المرجانية غير المأهولة بالسكان - شمالي خط الإستواء في وسط المحيط الهادئ (وتبحر السفن في عرض البحر بين 172.5 ° و180 ° غربًا)، ولديهما أحدث وقت على سطح الأرض من خط التاريخ الدولي أي حوالي 12 ساعة. ورسم خط التاريخ الدولي خطًا حول جمهورية كيريباتي؛ لانحرافها لأقصى الشرق لتصل إلى ما يقرب من 150 درجة من خط طول. ويعد أقصى شرق جمهورية كيريباتي هي جنوب خط الطول لجزر جنوب هاواي التي لديها الوقت الأكثر تقدمًا على سطح الأرض؛ يصل إلى (+14) ساعة من خط التاريخ الدولي. وتقع جنوب جمهورية كيريباتي غرب الكرة الأرضية، لكنها لا تزال شرق خط الطول الرئيسي (180 درجة)، وتمر بين ساموا وساموا الأمريكية؛  ووفقًا لذلك، لدى ساموا، وتوكيلاو، واليس، وفوتونا، فيجى، تونغا، وجُزر كيرماد في نيوزيلندا، وجُزر تشاتاملا نفس التاريخ الزمني، في حين يسبق ساموا الأمريكية، وجُزر كوك، ونيوي، وبولينيزيا الفرنسية المناطق السابق ذكرها بيوم واحد.
أما عن الشخص، الذي يطير أو يبحر حول العالم من الشرق إلى الغرب، نفس اتجاه رحلة فرناندو ماجلان، ينقص ساعة واحدة عندما يعبر 15 ° من خط طول، كما ستنقص 24 ساعة لكل دائرة عرض واحدة من العالم عند العبور من الشرق إلى الغرب إذا لم يتم التعويض عنها بإضافة 24 ساعة، عند عبورهم خط التاريخ الدولي. وفي المقابل، فإن الطواف من الغرب إلى الشرق حول الكرة الأرضية يتطلب تقليص 24 ساعة عند عبور خط التاريخ الدولي. ولذلك يجب مراعاة خط التاريخ الدولي بالتزامن مع المناطق الزمنية للأرض: فعند عبورها في كلا الإتجاهين يتم ضبط تاريخ التقويم بفارق يوم واحد (بالزيادة أوالنقص حسب الاتجاه).

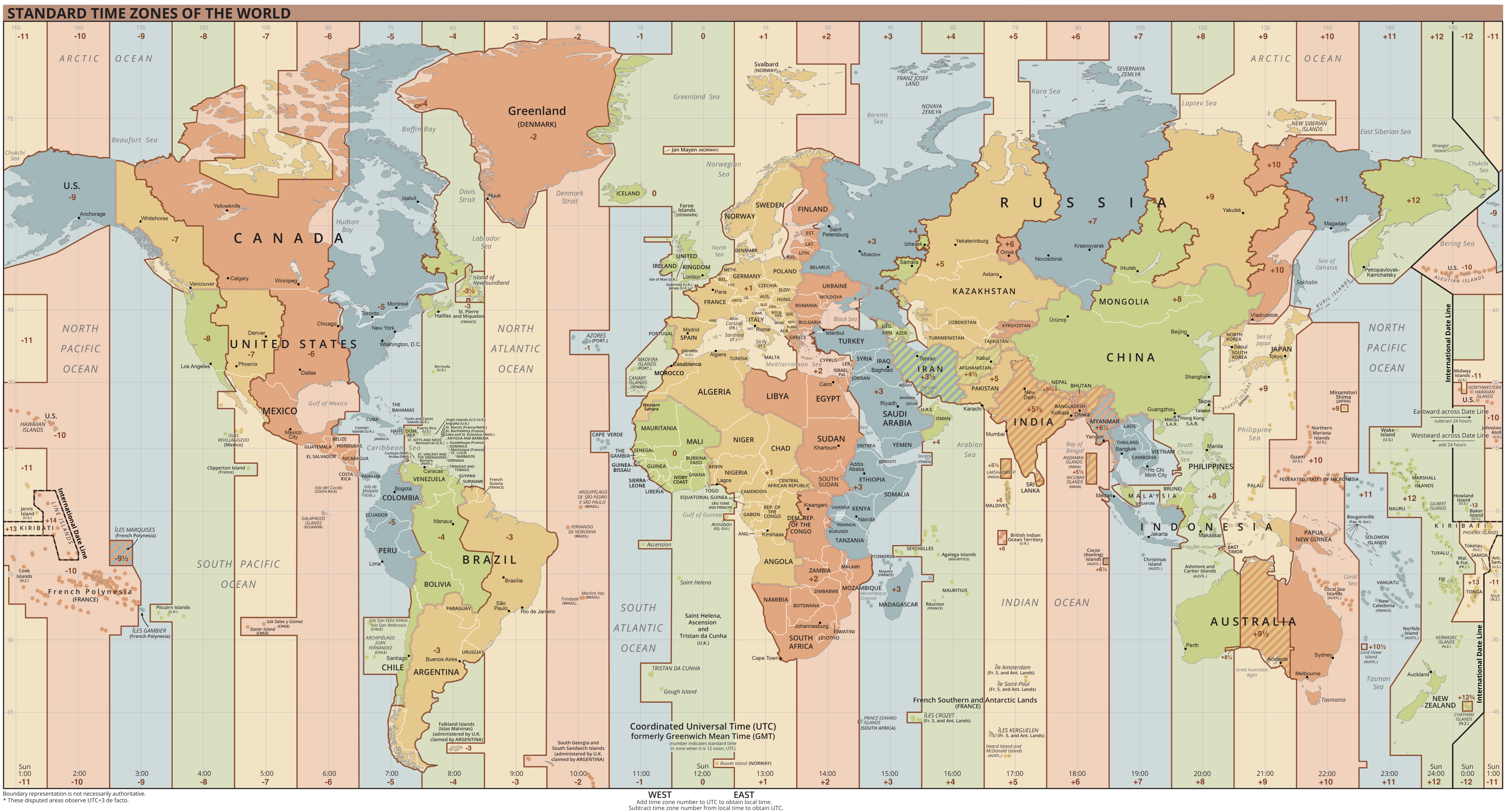
خريطة المنطقة الزمنية (آخر تعديل مارس 2013).

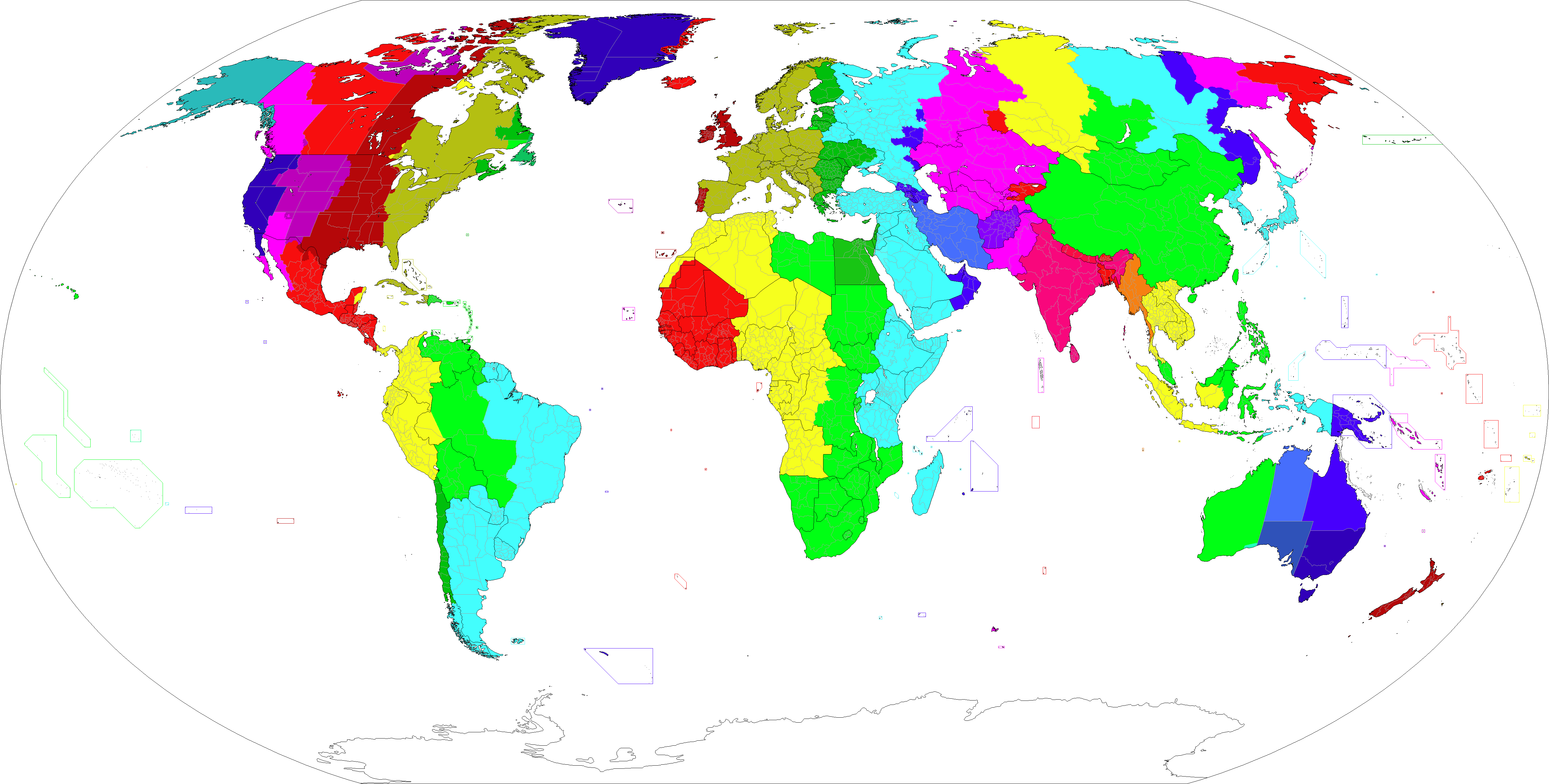
+ 14 خط طول رئيسي.

ولمدة ساعتين يوميًا من 10:00، وحتى 11:59 في كل يوم تم ملاحظة ثلاثة أيام مختلفة في نفس الوقت في أماكن مختلفة. فعلى سبيل المثال، وفقًا لخطوط الطول الرئيسية (UTC) يُعد يوم الخميس- وبالتحديد الساعة 10:15 صباحًا- هو يوم الأربعاء الساعة 23:15 في ساموا الأمريكية (-11 بحسب التوقيت العالمي المنسق)، وكذلك هو أيضًا يوم الجمعة الساعة 0:15 في كيريباتي (+ 14 بحسب التوقيت العالمي المنسق). ووفقًا لأول ساعة أي من الساعة (10:00 : 10:59)، ينطبق ذلك على كل من الأراضي المأهولة وغير المأهولة على حد سواء، ولكن خلال الساعة الثانية أي من الساعة (11:00 : 11:59) ينطبق فقط في المنطقة الزمنية البحرية غير المأهولة بما يعادل تأخر بمقدار اثنتي عشرة ساعة خلف خط الطول الرئيسي (-12 بحسب بالوقيت العالمي المنسق).

موقع الجُزر الاستوائية في المحيط الهادي.

ووفقًا لعقارب الساعة، المناطق الأولى في تجربة يوم جديد وسنة جديدة هي الجُزر التي تستخدم التوقيت العالمي المنسق (+14) وهي الجزر الاستوائية وجُزرتوكلو، وفي فصل الصيف في الجنوب أيضًا ساموا. وتعد أول مدينة رئيسية أوكلاند بنيوزيلندا.
وتختلف المناطق- التي تتمتع بأنها أول من يظهر عندها ضوء النهار ليوم جديد- باختلاف المواسم. ففي 1 يوليو، فإن جزءاً كبيراً من شبه الجزيرة تشوكشي، التي تستخدم (+12) بحسب التوقيت العالمي المنسق تظهر بها الشمس في منتصف الليل في هذا التاريخ. وفي السنة الجديدة يعد القطب الجنوبي ومحطة ماك موردو في القارة القطبية الجنوبية (أنتاركتيكا)، وتظهر بهما على حد سواء الشمس في منتصف الليل أول الأماكن لرؤية ضوء النهار. ويستخدم كل منهما (+13) بحسب التوقيت العالمي المنسق في التوقيت الصيفي، بينما جزيرة كارولين غير المأهولة في الشرق الغربي من خطوط الطول هي أول من يظهر بها ضوء النهار بحسب الإعتدالان.

## خطوط التاريخ الواقعية، والشرعية (بحسب القانون)
تحدد جميع الدول- بشكل منفرد- معايير المناطق الزمنية التي تنطبق فقط على الأراضي والمياه الإقليمية المجاورة لأراضيها. ولا تمتد هذه المناطق الوطنية (التي تقع في نطاق أراضيها) إلى المياه الدولية. فلا منظمة دولية، ولا أية معاهدة متفق عليها بين الأمم، حددت خط التاريخ الدولي التي رسمها رسامو الخرائط: رفض المؤتمر الدولي في ميريديان لعام 1884 بشكل صريح أن يقترح أو أن يوافق على أية مناطق زمنية مشيرًا إلى أن ذلك خارج نطاق اختصاصها. وقد قدم المؤتمر تسوية بإن اليوم العالمي- منتصف الليل بحسب توقيت غرينتش (التي تُعرف الآن باسم التوقيت العالمي، أو UTC) التي وافقت عليها بالفعل- «لا تتداخل مع استخدام بالتوقيت المحلي أو معيار الوقت المرغوب فيه». وبهذا الصدد تأتي فائدة وأهمية UTC (التوقيت العالمي المتفق عليه) أو بحسب الوقت في الزولو: فهو يسمح بمرجع عالمي واحد لمرة واحدة فقط في الوقت المتناسب مع جميع النقاط في العالم في نفس اللحظة.

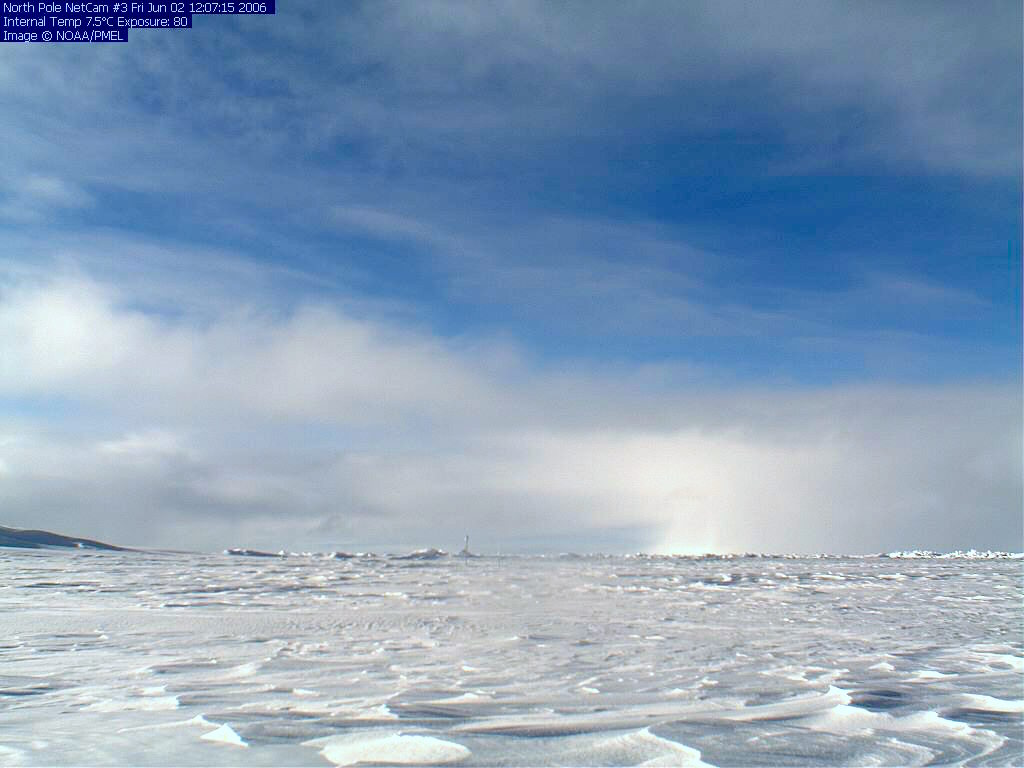
منظر أرضي في القطب الشمالي.

ويعد خط التاريخ البحري - الذي لا تنطبق عليه نفس شروط خط التاريخ الدولي- هو بحُكم القانون رسمًا هندسيًا، يخضع لقوانين الاتفاقيات الدولية. فهو ثمرة نتاج مؤتمر الأنجلو- الفرنسي لعام 1917، الذي يعمل على قياس الوقت على امتداد البحر الذي أوصى بأن جميع السفن العسكرية، والمدنية على حد سواء بأن يتخذوا معايير المناطق الزمنية في كل ساعة في أعالي البحار. واعتمدت الولايات المتحدة توصيتها للجيش الأمريكي وكذلك للسفن البحرية التجارية في عام 1920. وهذا يعني ضمنًا بإنه تم ضم خط التاريخ ولكن لم يتم رسمه بشكل واضح على خرائط المنطقة الزمنية. وهو يتبع 180 درجة خط طول، إلا إنه يتوقف؛ بسبب المياه الإقليمية المتاخمة (المجاورة) للأرض، مما أدى إلى تشكيل فجوات (ثغرات)، فهو خط متقطع من القطب الشمالي إلى القطب الجنوبي. ويتم تقسيم خط التاريخ البحري القطعة المثلثة الشكل على 15 ° خط طول - التي تعادل 12 ساعة بحسب التوقيت العالمي المتفق عليه - إلى قسمين 7.5 ° لكل قطعة مثلثة الشكل تختلف بحسب التوقيت العالمي المنسق إلى ± 12 ساعة.
ويجب على السفن اعتماد الوقت القياسي في الدولة إذا كانت ضمن مياهها الإقليمية في غضون 12 ميلًا بحريًا من أراضيها (حوالي 22 أو 14 ميلًا)، ولكن ينبغي أن تعود إلى المناطق الزمنية الدولية (15 درجة واسعة في القطعة المثلثة الشكل من القطب الشمالي إلى القطب الجنوبي) عند مغادرتهم الميناء. وفي الواقع تستخدم السفن تلك المناطق الزمنية فقط من أجل الاتصالات اللاسلكية وأغراض مشابهة آخرى. وللأغراض الداخلية تستخدم السفن المنطقة الزمنية التي يختارونها بأنفسهم.
وخط التاريخ الدولي على الخريطة الواردة في هذه الصفحة، وجميع الخرائط الأخرى هو مجرد رسم هندسي مصطنع من رسامي الخرائط- والمسار الدقيق من ذلك الخط في المياه الدولية هو إجراء تعسفي. ولا تضع وكالة الاستخبارات المركزية الأمريكية(CIA) أو مكتب التقويم البحري لصاحبة الجلالة في المملكة المتحدة (HMNAO) خط التاريخ الدولي في القارة القطبية الجنوبية (أنتاركتيكا) على خرائط المنطقة الزمنية في العالم. ويعد خط التاريخ الدولي في خرائط وكالة المخابرات المركزية الحديثة (CIA) ومكتب التقويم البحري لصاحبة الجلالة في المملكة المتحدة (HMNAO)، الذي يتجاهل التحول في كيريباتي في عام 1995، مطابقًا- تقريبًا- لتلك الخرائط التي اعتمدها المكتب الهيدروغرافي في المملكة المتحدة حوالي عام  1900.

## التعديلات التاريخية

### الفلبين

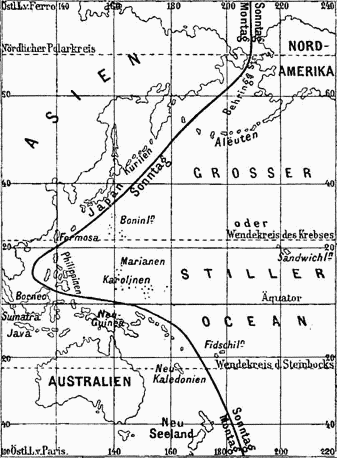
خط التاريخ الدولي الخاطئ من 1888 مايرزكونفيرساشن- ليكسيكون (1839-1984) (وهي موسوعة كبرى باللغة الألمانية، التي كانت موجودة بطبعات مختلفة، وتحت العديد من العناوين، ، عندما اندمجت مع موسوعة بروكهوس.). وتظهر جُزر الفلبين قبل عام 1845، في حين تظهر ألاسكا ما بعد عام 1867.

كجزء من إسبانيا الجديدة، يربط كلاً من الفلبين وأكابولكو في المكسيك علاقات وطيدة على المدى البعيد (أهم العلاقات بين البلدين)، ووفقًا لذلك، فهي تقع في الجانب الشرقي من خط التاريخ الدولي، على الرغم من كونها في الطرف الغربي البعيد من المحيط الهادي. فكانت الساعة 00:01 في يوم الثلاثاء في لندن هي الساعة 17:21 في يوم الاثنين في أكابولكو، وحوالي الساعة 8:05 في يوم الاثنين في مانيلا. وخلال الأربعينيات من القرن التاسع عشر (في عقد 1840)، تحولت المصالح التجارية إلى إمبراطورية الصين، وجزر الهند الشرقية والهولندية، والمناطق المتاخمة (المجاورة) لها، وتم إعادة توقيت الفلبين إلى الجانب الغربي من خط التاريخ الدولي. وانتهى ذلك العام بيوم الاثنين، 30 ديسمبر لعام 1844 (أصبح عامًا فيه 365 يومًا، على الرغم من كونه سنة كبيسة)، ويليه يوم الأربعاء 1 يناير لعام 1845. واحتفظت الفلبين بهذه المنطقة الزمنية من خلال الاستقلال ويتم وضع معيار وطني بحسب +8 بتوقيت جرينتش.

### ألاسكا
استقرت روسيا شمال غرب أمريكا الشمالية من جهة سيبيريا من جهة الغرب وفقًا للتقويم اليوليوسي الذي تعتمده (هي لم تعتمد التقويم الميلادي حتى عام 1918). اشترت الولايات المتحدة الأمريكية (USA) أمريكا الروسية على الرغم من أن مقرها في الولايات المتحدة متجاورة، في شرقها مع تميزها بالتقويم الميلادي الخاص بها (الذي اعتمدته في عام 1752 حينما كانت مستعمرة بريطانية). وجَرت مراسم التسلم في اليوم الذي وصل فيه المفوضون المعينون من حكومات روسيا والولايات المتحدة خصيصًا لهذا الغرض إلى ((USS Ossipee (1861) في نيو أرشنجل (رئيس الملائكة) (سيتكا) عاصمة أمريكا الروسية. وسجلت الولايات المتحدة هذا التاريخ بأنه يوم الجمعة 18 أكتوبر 1867 (ميلاديًا)، الذي يعرف الآن باسم يوم ألاسكا في حين أن سجل محافظ أمريكا الروسية - الذين ظلوا في نيو أرشنجل- على أنها السبت 7 أكتوبر 1867 (اليوليوسي). وصرح عضو مجلس الشيوخ تشارلز سمنر خلال خطابه للتصديق الذي استغرق 3 ساعات (وهي مناقشة موسوعية عن أمريكا الروسية) في 9 أبريل لعام 1867: إن الخلاف حول هذا يوم من أيام الأسبوع والتقويم لابد أن يتغير؛. لأن نقل الملكية وقع رسميًا في الساعة 3:30 م. سيتكا تعني التوقيت الشمسي (ولم يكن قد استخدمت المناطق الزمنية بعد، فهو التاريخ والوقت الذي تغيرت ألاسكا فيه من التقويم اليوليوسي الآسيوي إلى التقويم الميلادي الأمريكي. فإذا تم النقل في منتصف الليل السابق فسيصبح يوم الجمعة 6 أكتوبر لعام 1867 (حسب التقويم اليوليوسي) يوم الجمعة 18 أكتوبر لعام 1867 (حسب التقويم الميلادي)، وهو تكرار لنفس اليوم مع وجود فارق يستغرق 12 يومًا، فأصبح مناسبًا بالنسبة لتغيره من التقويم الآسيوي إلى التقويم الأمريكي (أي ما يعادل تحريك خط التاريخ الدولي من الشرق إلى الغرب لولاية ألاسكا) ولتغيره من التقويم اليوليوسي إلى التقويم الغريغوري (الميلادي) خلال القرن التاسع عشر.

### جُزر ساموا وتوكيلاو
وتقع جزر ساموا - التي تنقسم الآن إلى ساموا وساموا الأمريكية- إلى الغرب من خط التاريخ الدولي حتى عام 1892 عندما أقنع التجار الأمريكيون الملك ماليتوا لاوبيبا؛ ليعتمد التقويم الميلادي الأمريكي - يأتي عقب ولاية كاليفورنيا بثلاث ساعات-؛ ليحل محل التقويم اليوليوسي الآسيوي السابق، وسابقًا اليابان بأربع ساعات. وتم إجراء التغيير من خلال تكرار يوم الاثنين 4 يوليو لعام 1892 يوم الاستقلال الأمريكي.
وفي عام 2011، بعد أكثر من 119 عامًا عادت ساموا مرة أخرى إلى الغرب من خط التاريخ الدولي من خلال تخطي يوم الجمعة 30 ديسمبر لعام 2011. وأدى ذلك إلى تغيير النظام الزمني التوقيت من -11 حسب التوقيت العالمي المتفق عليه إلى +13 حسب التوقيت العالمي المتفق عليه (ومن -10 حسب التوقيت العالمي المتفق عليه إلى +14 حسب التوقيت العالمي المتفق عليها خلال التوقيت الصيفي). IDL ويمر خط التاريخ الدولي الآن بين ساموا وساموا الأمريكية، وتحافظ ساموا الأمريكية على تحالفها مع التقويم الأمريكي.
وتغيرت ساموا بأن أصبحت أستراليا ونيوزيلندا من أكبر شركائها التجاريين، إضافًة لوجود جاليات كبيرة من المغتربين. وأصبح تواجدها متأخرًا بـ 21 ساعة وراء خط الأعمال صعبًا بسبب وجود عطلة نهاية الأسبوع في أيام مختلفة وهذا يعني أن أيام العمل تقسمت إلى أربعة أيام فقط من الأسبوع.
وتجاوزت توكيلاو وهي منطقة من نيوزيلندا إلى الشمال من ساموا التي تستخدم -11 حسب التوقيت العالمي المتفق عليه، خط التاريخ الدولي في نفس الوقت في عام 2011 لتتبع ساموا، حيث ذهب اتصال العَبارة (المعدية) فقط، وتستخدم الآن +13 حسب التوقيت العالمي المتفق عليها.

### جزيرة كواجالين
انتقلت جزيرة كواجالين المرجانية، مثل باقي جزر مارشال، من الإسبانية إلى الألمانية إلى السيطرة اليابانية خلال القرنين التاسع عشر والعشرين. خلال تلك الفترة كانت تقع غرب خط التاريخ الدولي. على الرغم من أن كواجالين أصبحت رسميًا جزءًا من إقليم الوصاية لجزر المحيط الهادئ مع بقية جزر مارشال بعد الحرب العالمية الثانية، فقد أنشأت الولايات المتحدة منشأة عسكرية هناك. لهذا السبب، استخدمت جزيرة كواجالين تاريخ هاواي، لذلك كان فعليًا شرق خط التاريخ الدولي (على عكس بقية جزر مارشال). عادة جزيرة كواجالين إلى الجانب الغربي من الخط التاريخ الدولي للألماس بإزالة يوم السبت 21 أغسطس 1993من تقويمها. علاوة على ذلك، تم تغيير أسبوع عمل لجزيرة كواجالين إلى الثلاثاء حتى السبت لتتناسب مع أسبوع العمل في هاواي من الاثنين إلى الجمعة على الجانب الآخر من خط التاريخ الدولي.

### شرقكيريباتي
قدمت جمهورية كيريباتي في وسط المحيط الهادئ تغييرًا لنصفها الشرقي في 1 يناير لعام 1995، فتغيرت المناطق الزمنية من -11 حسب التوقيت العالمي المتفق عليه و-10 حسب التوقيت العالمي المتفق عليه إلى +13 حسب التوقيت العالمي المتفق عليه، و+14 حسب التوقيت العالمي المتفق عليه. ويسبق ذلك تقسيم خط التاريخ الدولي للبلاد. أما بعد التغيير انتقل خط التاريخ الدولي في واقع الأمر شرقًا ليدور حول هذا البلد.
وباعتبارها مستعمرة بريطانية تتركز جزر جلبرت في كيريباتي إلى الغرب من خط التاريخ الدولي القديم. وعند الاستقلال في عام 1979 تطلب من الولايات المتحدة شراء جُزر فينيكس وجزر الخط شرق خط التاريخ الدولي، وحدقت البلد؛ لتستفيد من خط التاريخ الدولي. ويمكن لمكاتب الحكومة في كل من الطرفين من خط التاريخ الدولي فقط إجراء اتصالات الأعمال الروتينية عن طريق الراديو أو الهاتف في أربعة أيام من الأسبوع، التي كانت أيام العمل لدى كلا الجانبين. وقد تم التخلص من هذا الوضع الشاذ عن طريق التغيير لعام 1995.
ونتيجة لذلك التغيير في عام 1995، بدأ الإقليم الشرقي في كيريباتي وجزر الخط، بما في ذلك الجزيرة المأهولة بالسكان من كيريتيماتي (جزيرة كريسماس) في عام 2000، وبذلك أصبحت تسبق أي بلد أخر، وهي ميزة لحكومة كيريباتي لابد أن تستفيد منها كوسيلة للجذب السياحي المحتمل.

### تاهيتي وبولينيزيا الفرنسية (أوائل عام 1797 وأواخر عام 1846)
في 5 مارس 1797، وصل المبشرون التابعون ل جمعية لندن تبشيرية إلى تاهيتي من إنجلترا. لقد حاولوا في البداية عبور كايب هورن، لكن فشلوا في ذلك، ذهبوا على طول رأس الرجاء الصالح والمحيط الهندي بدلاً من ذلك. على هذا النحو، قدموا تاريخ نصف الكرة الشرقي في الجزيرة. لم يكن المفوض الفرنسي أرماند جوزيف براوت حتى انتهاء الحرب الفرنسية التاهيتية واستعادة الحماية الفرنسية على مملكة تاهيتي (التي حاول القوميون التاهيتيون خوضها لمدة عامين من الحرب الشديدة مع أكثر من 1000 قتيل). أمر بروات والوصي على مملكة تاهيتي بارايتا أن تاهيتي يجب أن تتبع نصف الكرة الغربي في 29 ديسمبر 1846 .

## خطوط التاريخ، وفقًا للمبادئ الدينية

### الديانة المسيحية

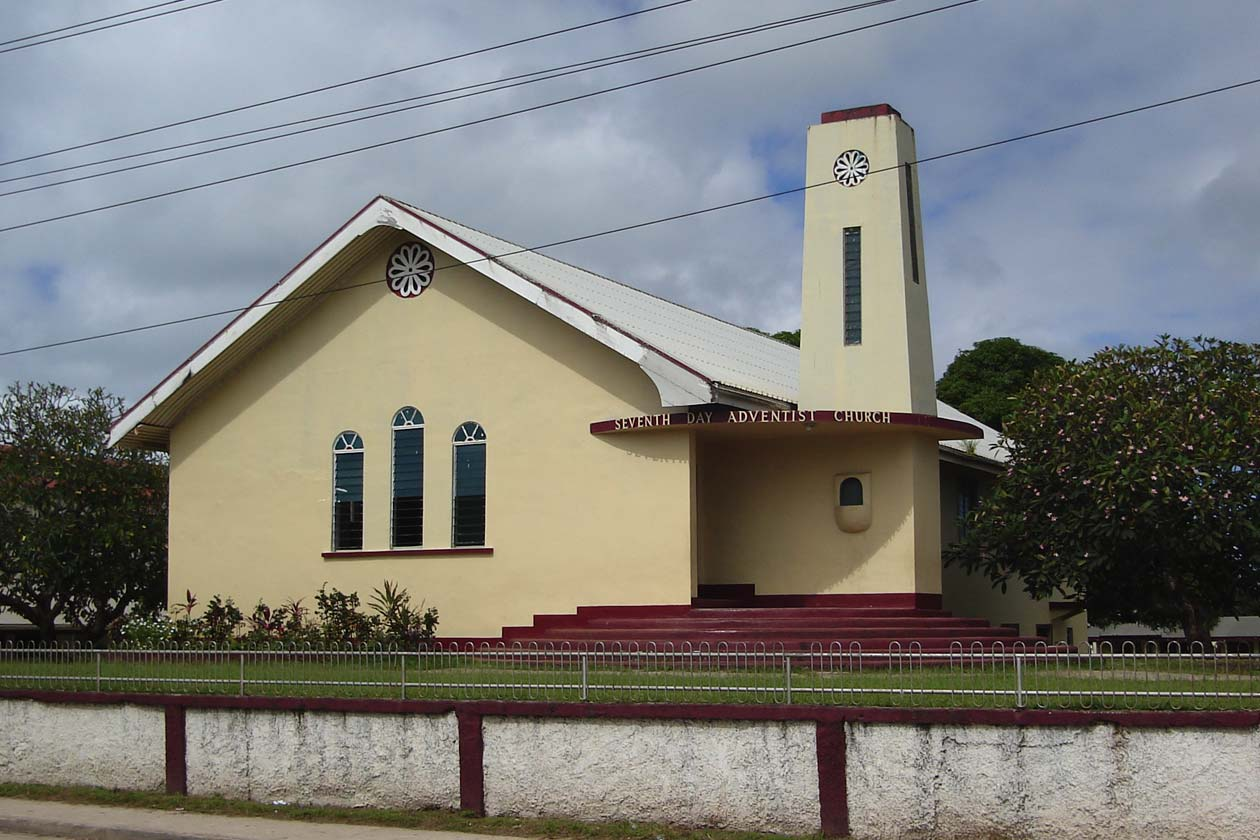
كنيسة الأدفنتست السبتية: "مجيئيو اليوم السابع" في تونغا.

يتبع التقويم المسيحي بشكل عام التقويم القانونية، وتعترف الكنائس المسيحية بسُلطة خط التاريخ الدولي. ومع ذلك، توجد قضية واحدة هامة في بعض البلاد الأرثوذكسية؛ حيث يتم إتباع التقويم اليوليوسي؛ لأغراض دينية، بينما يستخدم التقويم الميلادي (الغوريغوري) لأغراض مدنية. ويعد لكلا التقويمين نفس أيام الأسبوع وبالتالي فإن القضية الرئيسية هي متى يحتفلوا بعيد الفصح، وعيد الميلاد، والأعياد الآخرى الرئيسية.

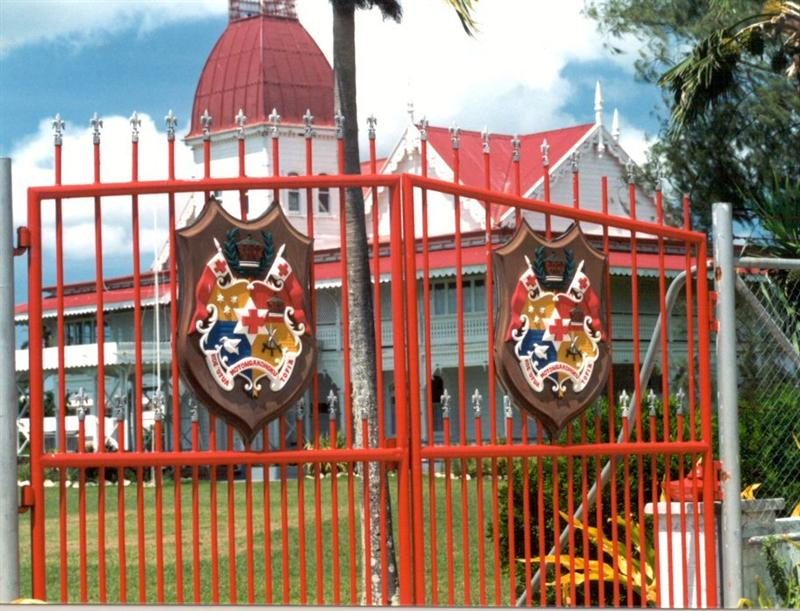
القصر الملكي في تونغا.

في تونغا، السبتيون (الذين عادة يقدسون يوم السبت، كما في العهد القديم) مراقبة يوم الأحد؛ بسبب فهمهم لخط التاريخ الدولي، حيث تقع تونغا شرق خط الطول بمقدار 180 درجة. وترى الكنيسة السبتية الأدفنتست يوم الأحد في تونغا، كما هو الحال مع كيريباتي، ساموا، وأجزاء من فيجي، وتوفالو، بأنه يوم السبت كما في معظم الأماكن الأخرى.
ويخطط السبتيون في ساموا لرصد السبت بدلًا من يوم الأحد بعد عبور ساموا خط التاريخ في ديسمبر 2011، لكن قررت مجموعات السبتيين (SDA) في قرية ساماتو (Samatau) وغيرها من الأماكن (حوالي 300 عضوًا) لقبول تعديل خط التاريخ الدولي (IDL) واعتماد السبت ليكون السبت الجديد. واستمر النقاش داخل مجتمع السبتيين في المحيط الهادئ حول حقيقة يوم السبت الواجب تقديسه.
ولقد قرر أهل جزيرة ساموا المستقلون عن كنيسة السبتيين- الذين لا ينتمون إلى كنيسة السبتيين، التي يتبعها جميع أنحاء العالم- على مواصلة تقديس يوم السبت، بعد ستة أيام من الأسبوع، في نهاية عام 2011.

### الإسلام
في الإسلام يبدأ، وينتهي شهر رمضان على رؤية الهلال الجديد، وهي الظاهرة، التي يبدأ حدوثها في بقعة مختلفة من الأرض في كل شهر.
ويمكن أن يكون التاريخ المحلي المناسب لإقامة صلاة الجمعة (الجمعة) سؤالًا في الإسلام في منطقة المحيط الهادئ، حيث أن خط التاريخ المستخدم من المحتمل أن يكون على سبيل المثال: خط التاريخ الدولي أو 140 ° غربًا (في إتجاه معاكس لمكة المكرمة). وتلي هاواي (157 °غربًا) تاريخ الولايات المتحدة لإقامة صلاة الجمعة.

### الديانة اليهودية
وقد تم ذكر مفهوم خط التاريخ الدولي لأول مرة في تعليق تلمودي في القرن الثاني عشر،  الذي يشير إلى تغييرات اليوم في منطقة، حيث تسبق القدس بست ساعات (90 درجة شرق القدس، وهو خط يمر عبر الفلبين). ويستخدم هذا الخط- الذي يشير إلى أنه الخط الشرقي لحساب روش هاشناه وهو يوم رأس السنة اليهودية الجديدة. ووفقًا لبعض المصادر فهو الذي يلمح إليه في كل من التلمود (روش هاشناه، ويورفين)، وكذلك في التلمود القدسي. ويبدو أن الخزر المعاصرة تتفق مع هذا النظام الحاكم.

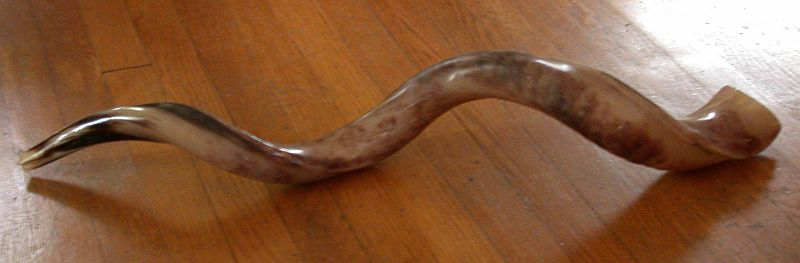
البوق أوشوفار على النمط اليهودي اليمني المستخدم في احتفالات روش هاشاناه، ويوم كيبور.

رُوش هَشَنَه (بالعبرية: ראש השנה بالمعنى «رأس السنة») وينطقه الأشكناز «غوش هشنه» بدلًا من روش، وهو عيد يهودي يحتفل اليهود فيه برأس السنة العبرية، ويعتبر هذا العيد يوم الدين الذي يحاكم الإنسان فيه عن السنة الماضية كما يذكر بداية أيام التوبة العشرة التي تنتهي في يوم كيبور יום כיפור. ويصادف روش هشنه في اليومين الأول، والثاني من شهر تشريه من التقويم اليهودي. ومصدر العيد هو الفريضة من سفر اللاويين؛ حيث أن اليوم الأول من الشهر السابع (في عصر التوراة كان الشهر الأول نيسان العبري) يكون يوم ذكرى وهتاف، ولذلك يعزفون على الشوفار.
ويطرح خط التاريخ مشكلة أمام المسافرين المتدينين، ويعود ذلك إلى اليوم الذي يحتفل فيه بيوم السبت، وكذلك الأعياد. فيوم السبت هو أحد أيام الأسبوع السبعة، الذي سيظل ثابتًا، إذا ظل الشخص على نفس الجانب من خط التاريخ. وتحدث هذه المشكلة عندما يعبر مسافرٌ يهوديٌ الخط، فبالنسبة له ذلك هو يوم الجمعة ولكن بالنسبة للمكان الذي يزوره فإنه يوم السبت. وهناك العديد من الآراء فيما يتعلق بالضبط أين هو خط التاريخ وفقًا للقانون اليهودي.

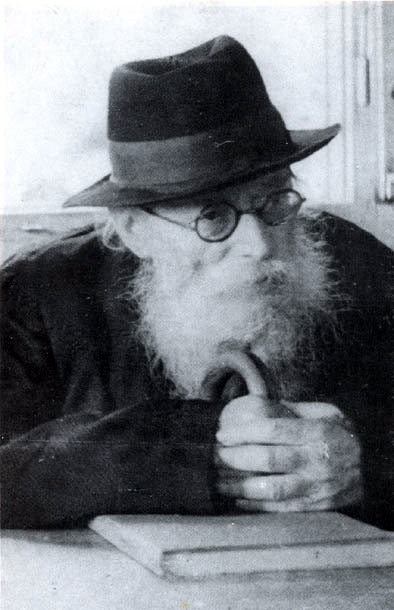
آفروهم يشايا كاريلتز، المعروف أيضًا باسم شازون إش.

 وحكم هلشك الرابي موشيه هينمان-، مدير رباني من ستار-K- هو كما يلي: في نيوزيلندا، واليابان يعد يوم السبت المحلي وفقًا لأغلبية الرأي من السبتين وبالتالي فإنه ينبغي أن نلاحظ تمامًا السبتين وصلاة السبتين......إلخ. ووفقًا لشازون إش، يوم السبت هو يوم الأحد المحلية، لذا ينبغي على المرء أن لا يؤدي أي محظورات يوم السبت نصت عليها التوراة في يوم الأحد. ومع ذلك ففي يوم الأحد ينبغي للمرء أن يصلي صلوات أيام الأسبوع العادية مثل ارتداء تيفيلين أثناء صلاة الفجر.
والتيفيلن (תפילין) tefillin هو صندوق مصنوع من جلد الكوشير يوضع على الجبهة، ويلف الخيط على اليد اليسرى؛ لأنها أقرب للقلب. ويضعها رهبان اليهود على جباهم ويسمى أيضًا التفلين أوالفلاكتريس وأصل الكلمة تفيلا ومعناها بالعبرية العصابة وهي عبارة عن تميمة سحرية مكونة من صندوقين من جلد الكوشر، ويشد أحدهما تحت الإبط الأيمن ويربط بحزام مما يلي مستوى القلب، والثاني يُربط على الجبهة، ويلبس عند الصلاة ما عدا يوم السبت وأيام الأعياد مع الاختلاف بين طوائفهم في ذلك، وهي بمثابة التميمة تحتويان على نصوص من التوراة، فالأول يحتوي على أول عشرة أعداد من الأصحاح الثالث عشر من سفر التثنية، والثاني على أعداد من سفر الخروج والإصحاح السادس، والحادي عشر مكتوبين بالعبرية، أو السريانية القديمة بحبر أسود نظيف وهو للرجال: لمن بلغ الثلاثين منهم دون النساء. وشذ بعض طوائفهم فأوجبها للنساء.

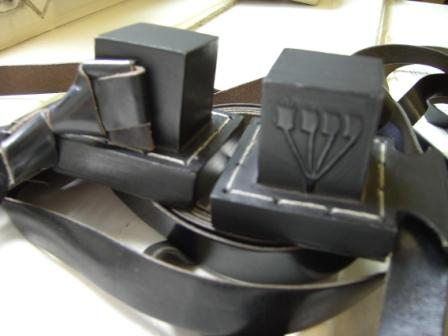
التيفيلن.

وأكد الحاخام يحيئيل ميشال توكاتزنسكي أن خط التاريخ الدولي سيكون 180 درجة من خط الطول الرئيسي، الذي سيمر عبر القدس بدلًا من غرينيتش. وهذا يعني أن خط التاريخ الدولي - بدلًا من أن يكون في 180 درجة- سيكون في 145 درجة غربًا. وبالتالي لن تلاحظ المناطق الواقعة بين 180 و145 غربًا بأن الاحتفال بيوم السبت المقدس في يوم السبت المحلي. ويؤكد رأي ثالث بأنه ليس هناك ما يسمى خط التاريخ الدولي على أرض الواقع، ويجب أن يتبع اليهود العرف المحلي ليوم السبت (حباد). وبالتالي يؤدي الجمع بين آراء شازون مع يحيئيل توكاتزنسكي إلى الارتباك في المنطقة بأكملها بين الساحل الآسيوي وساحل ألاسكا. فإن العش Chazon فليس هناك أي مشاكل في هاواي حسب رأي تشازون وليس لدى ساموا أي مشاكل حسب رأي توكاتزنسكي.
وفي هاواي (157 ° غربًا) السبت هو بالفعل يوم السبت، وفقًا لرأي الأغلبية. لذلك، تم اكتشاف أن يوم السبت المحلي تمامًا هو يوم السبت. واليوم المعروف محليًا باسم يوم الجمعة هو يوم السبت وفقًا لرأي الأقلية، وينبغي للمرء ألا يؤدي محظورات التوراة في يوم السبت في ذلك اليوم. ولذلك ينبغي أن يتم الطهي ليوم في يوم الخميس ؛ حيث لا توجد اليهود أو تقليد حفظ السبت في يوم معين آخر، وليس هناك رأي أغلبية واضح، ويتم الاحتفاظ بها يوم السبت 7 أيام من السبت الشخص الماضي أو في أقرب وقت يدركونه إذا كانوا لا يعرفون ما هو عليه اليوم.
أما عن المواقع التالية تم اكتشاف إن يوم السبت هو يوم السبت المحلي، واليوم الثاني على التوالي ليس ضروريًا: أستراليا، الصين، البر الرئيسي في روسيا، وتايوان، وهونغ كونغ، والبر الرئيسي في ألاسكا، ومانيلا، ومناطق أخرى من غرب الفلبين، التي تقع 125.2 °شرقًا.

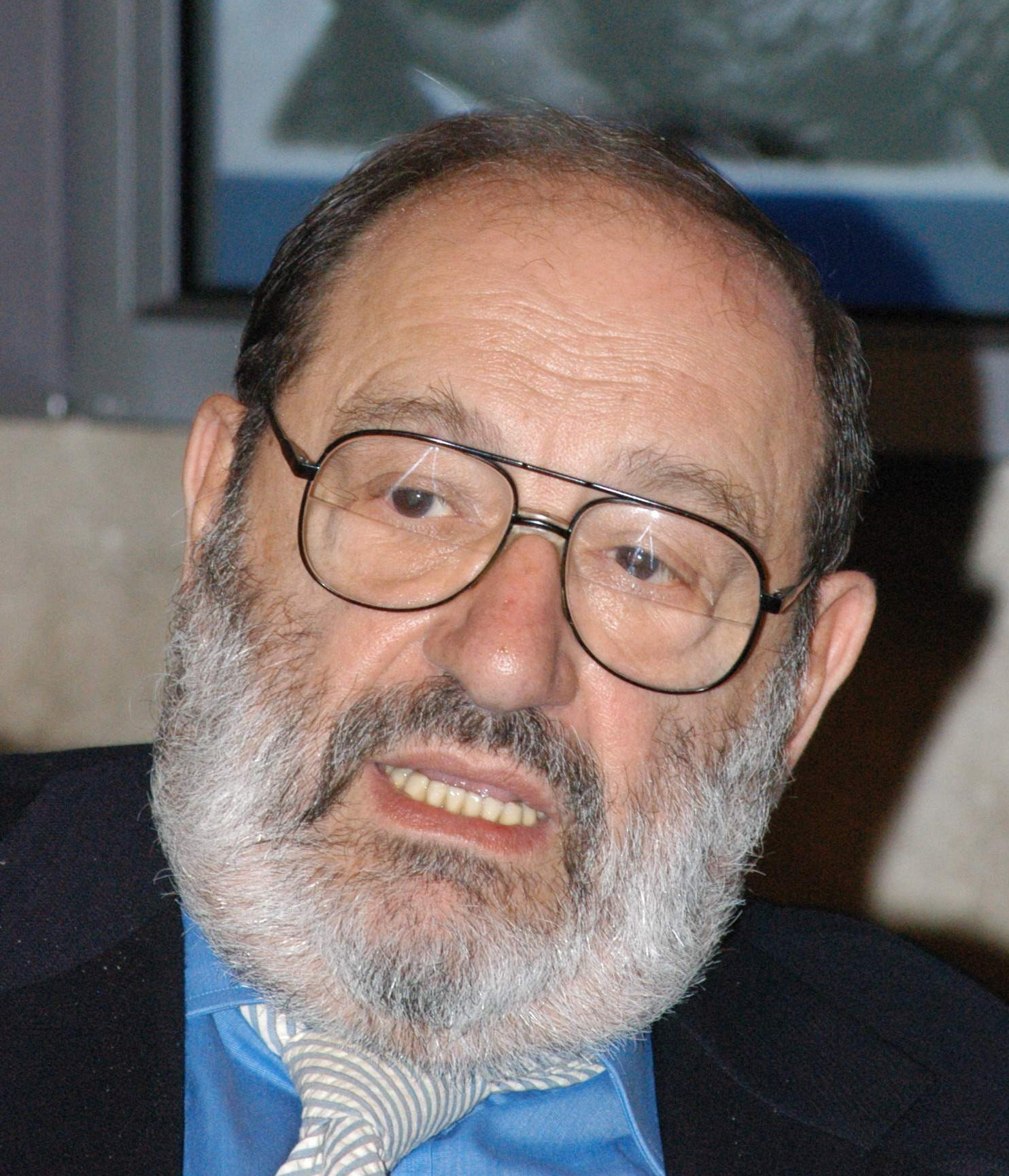
أومبرتو إيكو فيلسوف إيطالي وروائي وباحث في القرون الوسطى، وُلد في 5 يناير 1932، ويُعرف بروايته الشهيرة اسم الوردة، ومقالاته العديدة. وهو أحد أهم النقاد الدلاليين في العالم.